# Fontaine-l'Évêque
Fontaine-l'Évêque är en kommun i Belgien.   Den ligger i provinsen Hainaut och regionen Vallonien, i den centrala delen av landet, 50 km söder om huvudstaden Bryssel. Antalet invånare är 17 179.
I omgivningarna runt Fontaine-l'Évêque växer i huvudsak blandskog. Runt Fontaine-l'Évêque är det tätbefolkat, med 286 invånare per kvadratkilometer.